# Протесты во время съезда Демократической партии США в Чикаго в августе 1968

Антивоенные демонстранты собираются в парке Гранта в Чикаго

Протесты на национальном съезде Демократической партии 1968 года были серией протестов против участия США в войне во Вьетнаме, которые проходили до и во время Демократического съезда 1968 года в Чикаго. Протесты длились примерно семь дней, с 23 по 29 августа 1968 года, и привлекли в общей сложности около 7000–10000 антивоенных протестующих.
В течение нескольких недель после Марша на Пентагон 1967 года многие левые, контркультурные и антивоенные группы, а также сторонники кандидата в президенты от Демократической партии Юджина Маккарти начали планировать демонстрации в ответ на съезд и предстоящее выдвижение в президенты действующего вице-президента Хьюберта Хамфри, поддерживаемого партийным руководством. Власти Чикаго безуспешно пытались предотвратить протесты, обещая сохранения «закона и порядка» во время съезда.
Несмотря на небольшой размер протестов, многие демонстранты, репортеры и прохожие столкнулись с беспрецедентным уровнем жестокости и насилия со стороны полиции Чикаго, особенно в Грант-парке и на Мичиган-авеню во время съезда. Действия полиции Чикаго, Национальной гвардии Иллинойса и других правоохранительных органов были позже описаны Национальной комиссией по причинам и предотвращению насилия как «полицейский беспредел».
Вечером 28 августа 1968 года, когда на Мичиган-авеню перед зданием офиса Демократической партии и отелем Conrad Hilton произошли столкновения, многие телеканалы вели прямую трансляцию того, как антивоенные протестующие начали скандировать фразу «Весь мир наблюдает» (англ. The whole world is watching), ставшую знаменитой.

## Подготовка

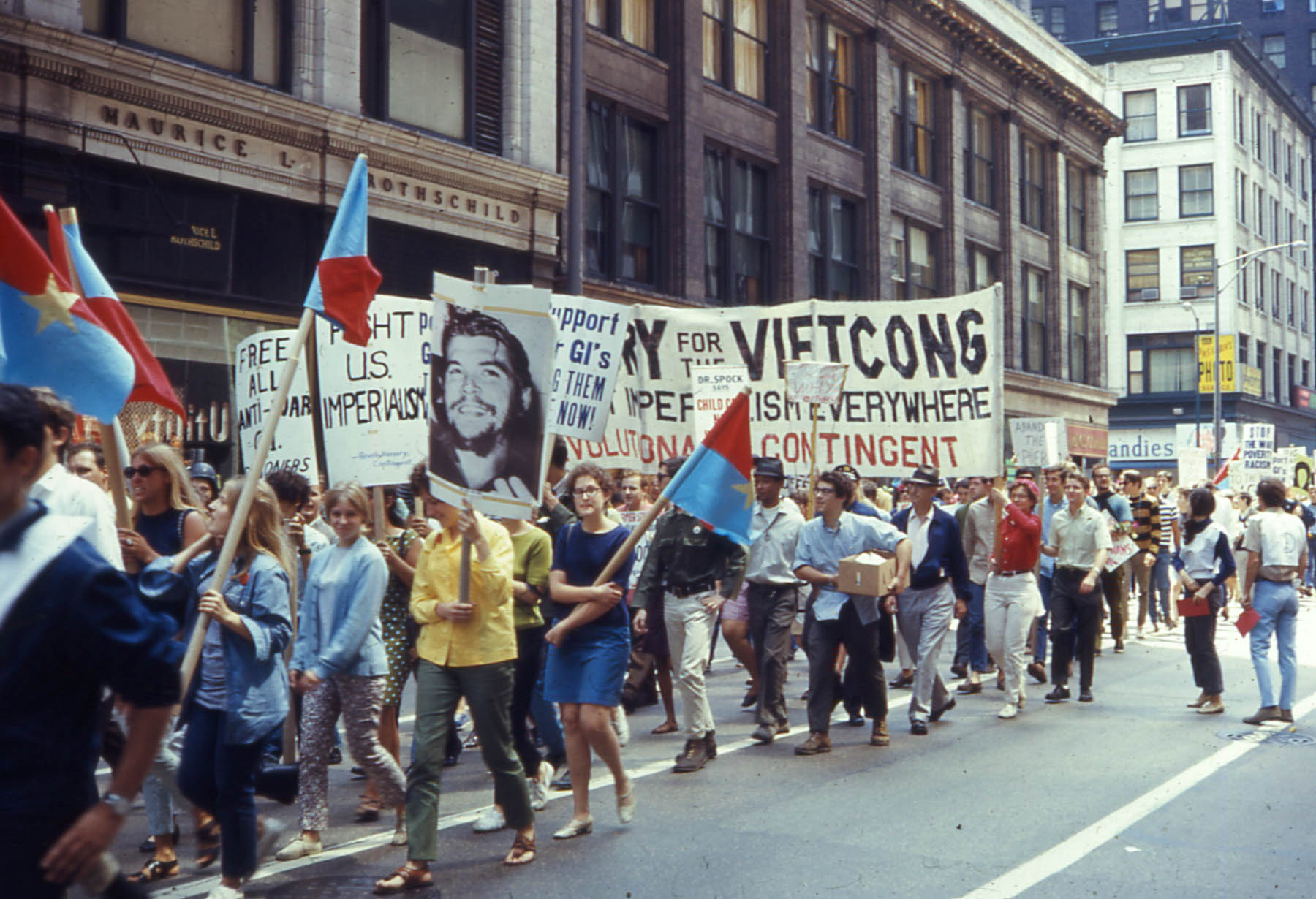
Антивоенная демонстрация в Чикаго 10 августа 1968, накануне съезда Демократической партии. Видны флаги НФОЮВ и портреты Че Гевары

Одними из главных организаторов протестов были йиппи. Они писали статьи, распространяли листовки, выступали на митингах, заявляя, что во время съезда Демократической партии, на котором решался вопрос о кандидате от этой партии на выборах Президента США, они отправятся в Чикаго, чтобы протестовать. Они призывали: «делайте, что хотите, лишь бы Вас сфотографировали». Рассматривались предложения бросать гвозди с эстакад на дорогу, чтобы препятствовать движению автомобилей, блокировать движение на перекрестках с помощью автомобилей, ворваться в здание, где проходил съезд и даже запустить ЛСД в городской водопровод. Ничего из этого в итоге не было исполнено. Угрозы йиппи напугали власти Чикаго, но йиппи были лишь рады тому, что привлекли внимание к себе.
16 января 1968 был опубликован манифест йиппи: «Дух перемен охватил Америку. Новое врывается в музыку, поэзию, танцы, газеты, кино, празднества, магию, политику, театр и уклад жизни. Все новые трайбы стекутся в Чикаго. Мы ждем всех с открытым сердцем. Мы будем делиться всем бесплатно. Берите с собой одеяла, палатки, призывные повестки, краску, чтобы расписывать тела, молочко от бешеной коровки мистера Лири, еду, чтобы поделиться с ближним, музыку, ощущение радости. Угрозы Линдона Джонсона, мэра Дэйли и Эдгара Фрико не остановят нас. Мы идем! Мы идем со всех концов света! Америка духовно больна: она страдает от насилия и духовного распада, она опасно подсела на напалм. Мы требуем Политики Экстаза! Мы — нежная пыльца, из которой родится новая, кайфовая Америка. Мы создадим нашу собственную реальность. Мы — это свободная Америка. И мы не приемлем фальшивое представление на подмостках Съезда Смерти….!» Этот манифест подписали 25 представителей контркультуры, в том числе «Country Joe and the Fish», «The Fugs», Аллен Гинзберг, Фил Окс, театр «Хлеб и Куклы».
Была также заявлена следующая программа йиппи:
1. Прекратить войну во Вьетнаме, ликвидировать военную промышленность и отказаться от «культурного империализма» во внешней политике. Отменить воинскую обязанность и вывести военные базы из-за границы.
2. Свободу Хью Ньютону и другим «Черным пантерам». Общественное самоуправление в черных гетто. Прекратить культурную дискриминацию меньшинств.
3. Легализация марихуаны и других психоделиков. Освободить всех, осужденных за их хранение и сбыт.
4. Тюрьмы должны служить не для наказания, а для реабилитации.
5. Отменить все законы против преступлений, в которых нет жертв (имелось в виду антинаркотическое законодательство).
6. Полное запрещение оружия и всеобщее обязательное разоружение всех, начиная с полиции.
7. Отмена денег, платы за жилье, транспорт, питание, образование, одежду, медобслуживание, пользование туалетами.
8. Полная занятость при заботе о том, чтобы всю чёрную и монотонную работу делали машины. Людям — только творческую работу.
9. Охрана окружающей среды.
10. Переселение из больших городов в коммуны на лоне природы.
11. Свобода абортов
12. Реформа образования: вся власть студентам, студенты сами определяют программу и выбирают предметы.
13. Свободные и независимые средства массовой информации. Развитие кабельного ТВ и альтернативных каналов, чтобы каждый мог выбрать канал по своему вкусу.
14. Отмена запретов в СМИ: «Нас тошнит от общества, без колебаний показывающего сцены насилия, но отказывающего показать совокупляющуюся парочку».
15. «Мы полагаем, что люди должны заниматься любовью все время, когда и с кем им захочется. Это — не программное требование, а простое признание реальности вокруг нас».
16. Политическая система должна отвечать нуждам всех, независимо от возраста, пола и расы. Регулярные референдумы по всем вопросам по ТВ или телефонной сети. Децентрализация власти: создание множества коммун (tribes), чтобы каждый мог выбирать себе сообщество по душе.
17. Поощрение искусства и развитие творческих способностей. Каждый должен стать художником.
18. Восемнадцатый пункт свободен: каждый может вписать сюда, что хочет.
Другим организатором протестов был «Национальный мобилизационный комитет за прекращение войны во Вьетнаме» (National Mobilization Committee to End the War in Vietnam, сокращенно — MOBE). Он планировал провести два больших шествия в Чикаго во время съезда и митинг после его окончания.
Власти Чикаго не хотели выдавать разрешения на массовые мероприятия во время съезда и избрали для этого тактику затягивания. На встречах с организаторами чиновники обещали им рассмотреть вопрос, но так и не делали этого. Место мероприятий никак не могли согласовать.

## Ход событий

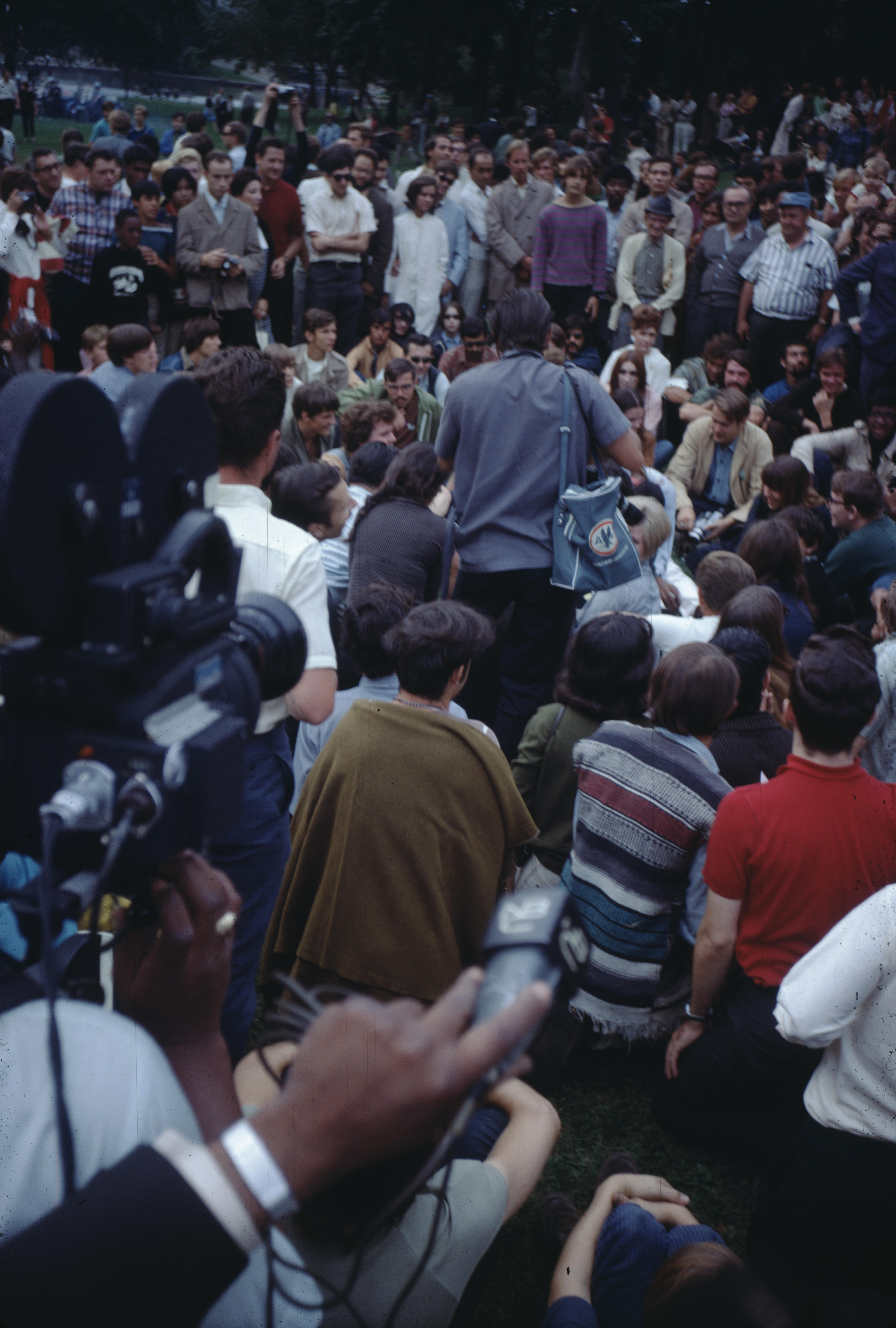
Протестующие в Линкольн-парке

Акции протеста начались 23 августа. В этот день йиппи во главе с Джерри Рубином выдвинули поросёнка по имени Пигасус кандидатом в президенты. Собралась толпа зрителей и репортеров, йиппи достали свинью, но Фила Окса, Джерри Рубина и ещё пять йиппи (вместе с кандидатом в президенты свиньёй Пигасусом) сразу же задержала полиция. Вскоре полицейские задержали ещё одну свинью Пигги-Уигги, объявленную супругой Пигасуса. Лидер Студентов за демократическое общество Дон Миллер писал в «New York Free Press»: «Кто знает, может, историки когда-нибудь сочтут началом Второй Американской революции события конца августа 1968 года в чикагском Линкольн-парке, когда республиканцы, демократы и йиппи одновременно выдвинули кандидатами в президенты свиней — каждый свою».
Протестующие собрались в Линкольн-парке, где решили расположиться на ночь. Но с 1940 года в Чикаго действовало правило, запрещавшее гражданам спать в парке после 23:00. Кроме того, с половины одиннадцатого вечера в Чикаго подросткам младше семнадцати запрещалось появляться на улицах без родителей. В парке прошел митинг памяти семнадцатилетнего Дина Джонсона, остановленного полицией за нарушение этого запрета, вытащившего пистолет и убитого полицейскими. Одновременно йиппи протестовали против ввода войск стран Варшавского договора в Чехословакию (впоследствии за жестокое подавление протестов в Чикаго их участники называли город «Чехаго»).
25 августа на улицах города MOBE провёл несанкционированные шествия, а йиппи объявили о «захвате» Линкольн-парка. На автомобильных платформах в парке выступали рок-группы MC 5, The Pageant Players, Jim&Jean. Затем полиция отключила электричество и вытеснила молодёжь из парка. Но затем она снова скопилась в парке. После 23.00 полиция опять начала вытеснять молодежь из парка и начала избивать дубинками протестующих, которые также оказывали сопротивление. Применялся и слезоточивый газ. Полицией были избиты несколько журналистов. Столкновения молодёжи с полицией в парке продолжались и следующие два дня. Вечером 28 августа, когда кандидатом в президенты на съезде был выдвинут Хьюберт Хамфри, к зданию, где проходил съезд, устроили шествие 1500 демонстрантов и полиция применила против них дубинки и слезоточивый газ.
Было сообщено, что лишь 28 августа в столкновениях с демонстрантами пострадало 152 полицейских. Что же касается демонстрантов, то доктор Квентин Янг из «Медицинского комитета за права человека» заявил, что около 500 человек получили лёгкие травмы и пострадали от слезоточивого газа. В течение всей недели, в которую проходил съезд, с травмами в больницы Чикаго было госпитализировано 101 человек, 45 из них — 28 августа.
Позже в отчете Национальной комиссии по изучению причин и предупреждению насилия было сказано, что полиция Чикаго превысила свои полномочия, её действия были названы «полицейским бунтом». Семь полицейских были привлечены к суду, но были оправданы присяжными.
2 октября 1968 г. лидеры йиппи Эбби Хоффман и Джерри Рубин были вызваны в Комитет по расследованию антиамериканской деятельности. Они вели себя по-шутовски. Рубин оделся «всемирным партизаном» с игрушечной винтовкой М-16, а Хоффман — индейцем. На третий день Хоффман пришел на слушание дела в рубахе из флага США. За это он был приговорён к 30 дням ареста за надругательство над флагом.

## Суд над «Чикагской семёркой»

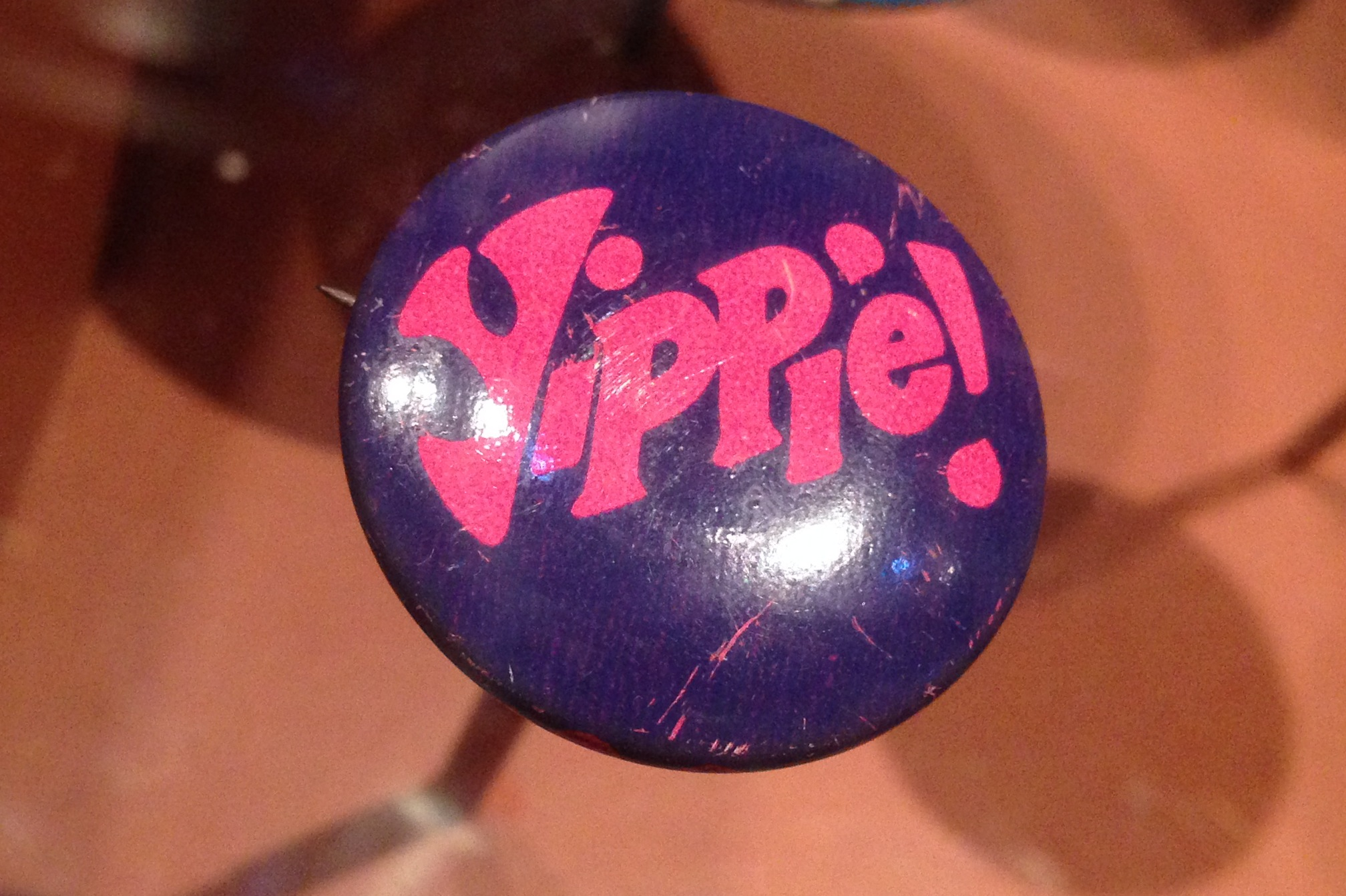
Значок йиппи

В марте 1969 года против Эбби Хоффмана, Джерри Рубина, Тома Хейдена, Ренни Дэйвиса, Дэвида Деллинджера, Ли Вайнер, Джона Фройнса и Бобби Сила (лидера «Чёрных пантер») были выдвинуты обвинения на основании нового федерального закона, установившего ответственность за «поездку с использованием межштатных средств сообщения с целью организации бунта». В сентябре 1969 года они были арестованы и предстали перед федеральным судом.
Хоффман и Рубин снова вели себя по-шутовски, издеваясь над судом. Бобби Сил требовал, чтобы ему либо дали самому защищать себя, либо это делал его адвокат, который не мог участвовать в процессе по болезни. Сил называл судью «фашистской собакой», «свиньёй» и «расистом». В итоге судья постановил, чтобы Сила связали и заткнули ему рот. Затем Сила приговорили к четырём годам тюрьмы за «неуважение к суду» и выделили его дело в отдельное производство. Так «чикагская восьмерка» превратилась в «чикагскую семёрку».
Ещё до того, как присяжные вынесли решение по вопросу о виновности подсудимых в организации бунта, судья Хоффман единолично приговорил всех семерых, а также двух адвокатов к тюремным срокам за неуважение к суду.
18 февраля 1970 г. присяжные признали Хоффмана, Рубина, Деллингера, Хейдена и Дэйвиса виновными в приезде в штат Иллинойс с целью организации бунта. Фройнс и Вайнер были оправданы.
20 февраля 1970 г. судья Хоффман приговорил всех пятерых к пяти годам заключения и штрафу в размере 5000 долларов каждого.
11 мая 1972 г. Седьмой апелляционный суд отменил приговоры «чикагской семерке» за «неуважение к суду» на том основании, что приговоры к заключению на срок более 6 месяцев не могут выноситься без участия присяжных.
21 ноября 1972 г. Седьмой апелляционный суд отменил приговор пятерым осужденным по основному обвинению. В качестве причины этого было назван отказ судьи Хоффмана разрешить защите опросить кандидатов в присяжные о их культурных предпочтениях, неуважительное отношение судьи к адвокатам, а также то, что ФБР с ведома судьи организовало прослушивание кабинетов адвокатов.

## В кино
- Фильм Хаскелла Векслера «Холодным взором» (1969)
- Фильм Аарона Соркина «Суд над чикагской семёркой» (2020)